# Puzurmama
Puzurmana o Puzer-Mama va ser el segon rei de la segona dinastia de Lagaix que hauria regnat cap a l'any 2200 aC.
Va succeir a Lugaluixumgal que era patesi (gran sacerdot) en temps de Naram-Sin. Encara que Lugaluixumgal és considerat el fundador de la dinastia, és probable que encara fos lleial a la dinastia d'Accad fins a la seva mort. Llavors el va succeir Puzurmama que s'hauria independitzat sota el regnat de Xar-Kali-Xarri d'Accad. En l'única inscripció coneguda s'anomena "lugal" o sigui "rei" i utilitza els mateixos títols que usava Eannatum I de la primera dinastia.
El va succeir Urutu.